# Guido Focacci
Guido Focacci (Impruneta, 23 luglio 1914 – Roma, 24 febbraio 2013) è stato un militare, aviatore e partigiano italiano, distintosi particolarmente durante il corso della seconda guerra mondiale come pilota di aerosiluranti, venendo decorato con tre Medaglie d'argento al valor militare.
Dopo l'armistizio dell'8 settembre 1943 aderì al movimento di resistenza Giustizia e Libertà del partito d'Azione. Militante di Radio CORA, dove era incaricato come esperto aeronautico di identificare aeree idonee dove gli Alleati potevano effettuare i lanci notturni e di mantenere i contatti con i membri dei Comitati di Liberazione Nazionale di zona per ottenere la necessaria collaborazione all'assistenza agli aviolanci. Fu arrestato dai nazifascisti il 7 giugno 1944. Dopo essere stato pesantemente torturato dai componenti della Banda Carità, il 27 giugno fu deportato in Germania e rinchiuso nel campo di concentramento di Mauthausen, da dove tornò in Italia nel maggio 1945.

## Biografia
Nacque a Impruneta, provincia di Firenze, il 23 luglio 1914. Trasferitosi con la famiglia a Borgo alla Collina si appassionò al mondo dell'aviazione, tanto da iniziare a costruire modellini di aeroplani in balsa che poi venivano lanciati tramite un elastico. Iscrittosi all'università di Bologna, lasciò momentaneamente gli studi per partecipare come soldato semplice alla guerra d'Etiopia in forza alla 6ª Divisione CC.NN. "Tevere" della Milizia Volontaria Sicurezza Nazionale. Rientrato a Bologna al termine della guerra, riprese gli studi universitari, mantenendosi, per non gravare troppo sulle finanze della famiglia, vendendo gli aeromodelli di sua produzione a negozi specializzati. Nel 1938 conseguì il brevetto di pilota su velivolo Fiat AS.1 a Bologna, e poi transitò dal Regio Esercito alla Regia Aeronautica come ufficiale di complemento. Conseguì il brevetto di pilota militare su velivolo IMAM Ro.41 Maggiolino presso la Scuola di 1° periodo di Frosinone. Assegnato alla specialità bombardieri, nel 1940 iniziò a frequentare la Scuola di bombardamento ad Aviano, dove volò a bordo dei Savoia-Marchetti S.79 Sparviero passando poi alla specialità aerosiluranti, assegnato per l'addestramento al 1º Nucleo Addestramento Aerosiluranti di Gorizia. 
Nel luglio 1941, al termine dell'addestramento, fu assegnato a prestare servizio presso la 283ª Squadriglia Autonoma Aerosiluranti di stanza a Elmas, equipaggiata con gli S.79 Sparviero, dove giunse il 28 agosto. Tale squadriglia, insieme alla 280ª Squadriglia del capitano Franco Melley, costituiva il 130º Gruppo Aerosiluranti al comando del maggiore Giorgio Grassi.
Tra l'agosto 1941 e il dicembre 1942 partecipò alle operazioni di contrasto ai convogli navali avversari. Dal novembre 1941 al gennaio 1942 il 130º Gruppo fu rischierato in Africa settentrionale, e poi presso il Comando Aeronautico della Sicilia fino a che non ritornò definitivamente a Elmas, in Sardegna. Il 24 ottobre 1941 si distinse per aver affondato con un siluro il piroscafo Empire Guillemot al largo dell'isola di La Galite, nel corso del 1942 prese parte alle battaglie di mezzo giugno e mezzo agosto ed agli attacchi contro i convogli alleati nelle rade di Algeri e Bougie.
Nel gennaio 1943, dietro sua richiesta, fu assegnato al 1º Nucleo Addestramento Aerosiluranti di Gorizia, passando più tardi alla 274ª Squadriglia BGR di Guidonia, dove volò sui bombardieri a grande raggio Piaggio P.108, e successivamente sull'aeroporto di Foligno. Li lo colse la notizia della firma dell'armistizio dell'8 settembre 1943. Due giorni dopo partì per raggiungere la sua famiglia a Borgo alla Collina, sfuggendo alla cattura da parte dei tedeschi. Qualche tempo dopo entrò in contatto con elementi della resistenza italiana a Firenze, aderendo al Formazioni di Giustizia e Libertà del partito d'Azione.
Tra il gennaio e il febbraio del 1944 iniziò a far parte di Radio CORA, un'emittente clandestina che riuscì a fornire preziose informazioni sui trasferimenti di truppe, sui concentramenti di mezzi militari, sugli apprestamenti difensivi della Linea Gotica e su altri apprestamenti germanici, rivelandosi un prezioso collegamento tra ufficiali alleati sfuggiti ai tedeschi e i raggruppamenti di partigiani che operavano nei dintorni di Firenze.
Di particolare importanza furono le informazioni fornite il 10 maggio 1944, quando era in pieno svolgimento l'offensiva alleata su Cassino e la Divisione Corazzata "Hermann Göering", dopo aver attraversato Firenze in direzione di Roma per fermare l'avanzata degli alleati, stava sostando fra Siena e Grosseto, nei pressi di un cimitero. In poco tempo i bombardieri alleati attaccarono la colonna, composta da centinaia di mezzi corazzati e di veicoli cingolati per il trasporto truppe, annientandola quasi completamente. Questo attacco contribuì ad accelerare la liberazione di Roma e della stessa Firenze, e il generale Harold Alexander, molto imprudentemente, volle ringraziare i partigiani fiorentini, attraverso una trasmissione di Radio Londra, per il prezioso aiuto fornito. Questo fatto contribuì alla spietata caccia cui furono sottoposti i membri di Radio Co.Ra., arrestati quasi tutti il 7 giugno 1944 in un appartamento di Piazza D'Azeglio. Nel tentativo di salvare i membri arrestati, il capitano Italo Piccagli e l'avvocato Enrico Bocci, poco dopo, si addossarono la responsabilità delle operazioni di Radio CoRa. Italo Piccagli fu fucilato a Cercina ed Italo Bocci morì per le torture subite ed il suo corpo non fu mai ritrovato.
Torturato ferocemente dai componenti della Banda Carità, che collaborava con le SS, venne poi trasferito presso il campo di transito di Fossoli, dove troverà e stringerà amicizia con il quattordicenne Marcello Martini, e il 27 giugno i due vennero avviati alla deportazione presso il campo di concentramento di Mauthausen. Appena arrivati furono assegnati al sottocampo di Wiener Neustadt dove si producevano i caccia Messerschmitt Bf 109, e dal 1943 venivano assemblati i missili superficie-superficie A.4. I due amici furono separati quando Marcello Martini venne poi trasferito presso la Seegrotte di Hinterbrühl. Marcello Martini si ricongiunse all'amico Guido Focacci a Gusen il 5 maggio 1945, quattro giorni dopo la liberazione di Mauthausen da parte della 3ª Armata americana.
Rientrato in Italia dopo la fine della guerra, decorato con tre Medaglie d'argento al valor militare e una di bronzo al valor civile, ritornò alla vita civile e nel 1946 divenne Insegnante presso un Istituto tecnico e istruttore di volo presso l'Aero Club di Firenze. A quel tempo acquistò un aereo da addestramento AVIA FL.3, e dopo averlo rimesso in efficienza e revisionato riprese a volare. Per qualche tempo fu direttore di un'azienda sita a Marina di Massa che si occupava di acquistare Jeep Willys statunitensi usate dai depositi ARAR, rimetterle in efficienza, e venderle. Insieme ad alcuni amici nel 1949 riuscì ad avere in comodato d'uso un terreno da comune di Massa, realizzandoci un hangar e una pista di volo. Nel 1952 andò a lavorare presso lo stabilimento dell'Alfa Romeo di Pomigliano d'Arco, ricostituendo la Divisione motori, che si occupava di revisione di motori aeronautici, e realizzò anche il progetto del turboprop AR.318. Per molti anni fu presidente dell'Aero Club di Napoli, e vicepresidente dell'Aero Club d'Italia. Insieme al professor Luigi Pascale avviò il programma di rinnovo della flotta aerea degli aeroclub con la realizzazione del Partenavia P.66C. Si spense il 24 febbraio 2013.

### Annotazioni
1. ↑  Marcello era figlio del maggiore del Regio Esercito Mario Martini, dirigente di buon livello del Comitato di Liberazione Nazionale Alta Italia (CLNAI), e collaboratore di Radio CoRa. I nazifascisti si recarono a Montemurlo dove era sfollata la famiglia Martini per arrestare il padre Mario. Ma non essendo riusciti materialmente, per un'azione rocambolesca, a portarlo via, i nazifascisti arrestarono tutta la famiglia. La madre e la sorella furono liberate in seguito, mentre il figlio fu avviato alla deportazione.
2. ↑  Si trattava del primo nucleo dell'attuale aeroporto del Cinquale.

### Fonti
1. 1 2 3  Focacci 2020, p. 72.
2. 1 2 3 4  Focacci 2020, p. 73.
3. 1 2  Focacci 2020, p. 74.
4. 1 2 3 4 5  Focacci 2020, p. 75.
5. 1 2 3 4 5  Focacci 2020, p. 76.
6. 1 2 3 4 5  Zani 2011, p. 19.
7. 1 2  Focacci 2020, p. 77.
8. 1 2 3 4 5  Focacci 2020, p. 78.